# Syndic (Venise)
Les syndics de la république de Venise furent des magistrats ayant autorité sur toutes les justices subalternes de Saint-Marc et de Rialto, pouvant en revoir les actes et aussi les casser. Ils pouvaient châtier les greffiers, procureurs, sergents et copistes, qui exigeaient plus que leur dû. Ils étaient trois en nombre, ainsi que trois suppléants.
Ils étaient cependant sous le contrôle des Avogadors, qui pouvaient casser leurs décisions et les porter ensuite dans une des Quaranties ou au Collège des vingt Sages.